# ريك غونزاليس
ريك غونزاليس (بالإنجليزية: Rick Gonzalez)‏ مواليد 30 يونيو 1979 في بروكلين، هو ممثل أمريكي بدأ مسيرته الفنية سنة 1998.

## الأعمال

### أفلام
- لوريل كانيون (2002) (بدور: وايت)
- المدرب كارتر (2005) (بدور: تيمو كروز)
- حرب العوالم (2005) (بدور: فنسنت)
- العزة والمجد (2008)

### مسلسلات
| السنة | العمل                                  | الدور          |
| ----- | -------------------------------------- | -------------- |
| 2000  | القانون والنظام: الوحدة الخاصة للضحايا |                |
| 2000  | ممسوس بملاك                            | رامون          |
| 2000  | بوسطن العامة                           |                |
| 2001  | إي آر                                  | خورخي إسكالونا |
| 2002  | الدرع                                  | لوكاس          |
| 2002  | بافي قاتلة مصاصي الدماء                | توماس          |
| 2006  | سي اس آي: التحقيق في موقع الجريمة      | ماركوس         |
| 2006  | سي إس آي: ميامي                        | هيكتور ريفيرا  |
| 2007  | ريبر                                   | بن غونزاليس    |
| 2010  | كاسل                                   | ميكي كارلسون   |
| 2010  | كولد كيس                               |                |
| 2010  | اكذب علي                               | راؤول كامبوس   |
| 2011  | بونز                                   | ريك كورتيز     |
| 2013  | إن سي آي إس                            |                |
| 2015  | السيد روبوت                            | إسحاق فيرا     |
| 2016  | السهم                                  |                |

## روابط خارجية
- ريك غونزاليس على موقع IMDb (الإنجليزية)
- ريك غونزاليس على موقع ألو سيني (الفرنسية)
- ريك غونزاليس على موقع أول موفي (الإنجليزية)
- ريك غونزاليس على موقع قاعدة بيانات الأفلام السويدية (السويدية)
- ريك غونزاليس على موقع إن إن دي بي (الإنجليزية)
- ريك غونزاليس على موقع قاعدة بيانات الفيلم (الإنجليزية)
- ريك غونزاليس على موقع كينوبويسك (الروسية)